# Goniothalamus donnaiensis
Goniothalamus donnaiensis Finet & Gagnep. – gatunek rośliny z rodziny flaszowcowatych (Annonaceae Juss.). Występuje naturalnie w Wietnamie oraz południowych Chinach (w Kuejczou i południowym Junnanie oraz w południowo-zachodniej części regionu autonomicznego Kuangsi). 

## Morfologia
PokrójZimozielony krzew dorastający do 5 m wysokości. Młode pędy są owłosione.
LiścieMają kształt od podłużnie lancetowatego do odwrotnie jajowato lancetowatego. Mierzą 20–41 cm długości oraz 5,5–11,5 cm szerokości. Nasada liścia jest klinowa. Blaszka liściowa jest o długo spiczastym wierzchołku. Ogonek liściowy jest owłosiony i dorasta do 10–15 mm długości.
KwiatySą pojedyncze, rozwijają się w kątach pędów. Działki kielicha mają owalny kształt, są owłosione od wewnętrznej strony i dorastają do 8 mm długości. Płatki mają czerwonawą barwę, zewnętrzne mają owalnie lancetowaty kształt, są owłosione od wewnątrz i osiągają do 23 mm długości, natomiast wewnętrzne są owalnie trójkątne i mierzą 15 mm długości. Kwiaty mają owocolistki o podłużnie jajowatym kształcie i długości 4–5 mm.
OwocePojedyncze mają podłużnie owalny kształt, są zrośnięte po 4–12 tworząc owoc zbiorowy. Osiągają 20–30 mm długości i 6–8 mm szerokości.

## Biologia i ekologia
Rośnie w lasach. Występuje na wysokości do 800 m n.p.m. Kwitnie od maja do września, natomiast owoce pojawiają się od sierpnia do października. 

## Zastosowanie
Kora tego gatunku jest używana w medycynie tradycyjnej w leczeniu urazów i złamań.